# Joseph Onwhyn
Joseph Onwhyn (* 1787 in Clerkenwell; † 27. November 1870 in Uxbridge) war ein britischer Verleger und  Drucker der in 4, Catherine Street in der Nähe des Strand (London) City of Westminster London einen Zeitungs- und Buchhandel betrieb und Reiseführer verlegte.

## Leben
Von 1864 bis 1868 war er der Verleger von The Owl (magazine) eine satirische Wochenzeitschrift und The Lancet.
Er druckte Mazeppa. Don Juan. Cantos 1–2. 1819., von George Gordon Byron ohne von John Murray (Verleger, 1808) das Urheberrecht erworben zu haben.
Sein Sohn war Thomas Onwhyn (1811–21. Januar 1886) ein britischer Illustrator, Graveur, Satiriker und Karikaturist.

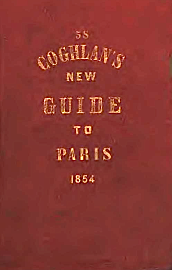
Buchdeckel von : Coghlan's New Guide to Paris, 1854, Francis Coghlan, 1854, New Guide to Paris and its Environs, London: J. Onwhyn